# Liga del Fútbol Profesional Boliviano 2006
La Liga del Fútbol Profesional Boliviano 2006 è stata la 30ª edizione della massima serie calcistica della Bolivia, ed è stata vinta dal Bolívar nel torneo di Clausura e dal Blooming nel Segundo Torneo.

## Formula
Il primo campionato disputato fu il Clausura, che, sebbene fosse stato inizialmente creato quale completamento del campionato 2005, è considerato parte della stagione 2006 e non di quella 2005. Fu poi istituito, nella seconda parte dell'anno, il Segundo Torneo, così che a partire dal 2007 riprendesse l'originaria alternanza Apertura-Clausura.

## Torneo Clausura
| Pos. | Squadra           | Pt | G  | V  | N | P  | GF | GS | DR  |
| ---- | ----------------- | -- | -- | -- | - | -- | -- | -- | --- |
| 1.   | Bolívar           | 48 | 22 | 14 | 6 | 2  | 40 | 17 | +23 |
| 2.   | Real Potosí       | 45 | 22 | 13 | 6 | 3  | 54 | 25 | +19 |
| 3.   | Univ. Sucre       | 42 | 22 | 12 | 6 | 4  | 38 | 30 | +8  |
| 4.   | San José          | 38 | 22 | 10 | 8 | 4  | 34 | 20 | +14 |
| 5.   | Blooming          | 35 | 22 | 10 | 5 | 7  | 36 | 31 | +5  |
| 6.   | Oriente Petrolero | 29 | 22 | 7  | 8 | 7  | 30 | 41 | -11 |
| 7.   | Wilstermann       | 26 | 22 | 6  | 8 | 8  | 38 | 35 | +3  |
| 8.   | The Strongest     | 25 | 22 | 7  | 4 | 11 | 32 | 36 | -4  |
| 9.   | Unión Central     | 21 | 22 | 6  | 3 | 13 | 28 | 39 | -11 |
| 10.  | Destroyers        | 20 | 22 | 6  | 2 | 14 | 30 | 50 | -20 |
| 11.  | Aurora            | 17 | 22 | 3  | 8 | 11 | 22 | 40 | -18 |
| 12.  | La Paz            | 15 | 22 | 3  | 6 | 13 | 24 | 42 | -18 |

### Verdetti
- Bolívar campione del Clausura
- Real Potosí e Universitario de Sucre in Copa Sudamericana 2006

### Classifica marcatori
| Gol |  |  | Giocatore             | Squadra           |
| --- |  |  | --------------------- | ----------------- |
| 16  |  |  | Cristino Jara         | Real Potosí       |
| 13  |  |  | Edú Monteiro          | Real Potosí       |
| 11  |  |  | José Alfredo Castillo | Oriente Petrolero |
| 12  |  |  | Martín Menacho        | Bolívar           |
| 9   |  |  | Gualberto Mojica      | Blooming          |
| 9   |  |  | Juan Salaberry        | Univ. Sucre       |

## Segundo Torneo

### Prima fase (Clasificación)

#### Gruppo A
| Pos. | Squadra       | Pt | G  | V | N | P | GF | GS | DR  |
| ---- | ------------- | -- | -- | - | - | - | -- | -- | --- |
| 1.   | Wilstermann   | 27 | 12 | 8 | 3 | 1 | 24 | 9  | +15 |
| 2.   | Real Potosí   | 18 | 12 | 5 | 3 | 4 | 20 | 20 | 0   |
| 3.   | Blooming      | 15 | 12 | 4 | 3 | 5 | 15 | 18 | -3  |
| 4.   | Destroyers    | 13 | 12 | 4 | 1 | 7 | 13 | 19 | -6  |
| 4.   | The Strongest | 13 | 12 | 3 | 4 | 5 | 10 | 17 | -7  |
| 6.   | La Paz        | 12 | 12 | 3 | 3 | 6 | 11 | 15 | -4  |

#### Gruppo B
| Pos. | Squadra           | Pt | G  | V | N | P | GF | GS | DR  |
| ---- | ----------------- | -- | -- | - | - | - | -- | -- | --- |
| 1.   | Bolívar           | 23 | 12 | 7 | 2 | 3 | 21 | 12 | +9  |
| 2.   | Oriente Petrolero | 22 | 12 | 6 | 4 | 2 | 23 | 9  | +14 |
| 3.   | Univ. Sucre       | 20 | 12 | 6 | 2 | 4 | 19 | 15 | +4  |
| 4.   | San José          | 14 | 12 | 3 | 5 | 4 | 12 | 14 | -2  |
| 5.   | Aurora            | 12 | 12 | 3 | 3 | 6 | 11 | 19 | -8  |
| 5.   | Unión Central     | 9  | 12 | 2 | 3 | 7 | 6  | 18 | -12 |

### Spareggio retrocessione
Disputato tra la penultima classificata in massima serie e la seconda classificata della seconda divisione.

#### Andata
| Santa Cruz de la Sierra 25 ottobre 2006                 | Destroyers | 1 – 1       | Ciclón | Estadio Ramón Tahuichi Aguilera |
| \| \| \| \| \| Araúz 81’ \| Marcatori \| 77’ Bottaro \| |            |             |        |                                 |
|                                                         |            |             |        |                                 |
| Araúz 81’                                               | Marcatori  | 77’ Bottaro |        |                                 |

#### Ritorno
| Tarija 28 ottobre 2006                                             | Ciclón    | 1 – 2                | Destroyers | Estadio IV Centenario |
| \| \| \| \| \| Bottaro 53’ \| Marcatori \| 14’ Ayala 64’ Murilo \| |           |                      |            |                       |
|                                                                    |           |                      |            |                       |
| Bottaro 53’                                                        | Marcatori | 14’ Ayala 64’ Murilo |            |                       |

### Fase finale (Hexagonal)
| Pos. | Squadra           | Pt | G  | V | N | P | GF | GS | DR |
| ---- | ----------------- | -- | -- | - | - | - | -- | -- | -- |
| 1.   | Wilstermann       | 21 | 10 | 6 | 2 | 2 | 16 | 8  | +8 |
| 2.   | Real Potosí       | 17 | 10 | 5 | 2 | 3 | 20 | 15 | +5 |
| 3.   | Oriente Petrolero | 13 | 10 | 3 | 4 | 3 | 13 | 21 | -8 |
| 4.   | Univ. Sucre       | 12 | 10 | 3 | 3 | 4 | 12 | 13 | -1 |
| 5.   | Blooming          | 11 | 10 | 2 | 5 | 3 | 14 | 15 | -1 |
| 6.   | Bolívar           | 8  | 10 | 1 | 4 | 5 | 15 | 18 | -3 |

### Verdetti
- Wilstermann campione del Clausura
- Bolívar e Real Potosí in Coppa Libertadores 2007
- Unión Central retrocesso
- Real Mamoré promosso dalla seconda divisione

### Classifica marcatori
| Gol |  |  | Giocatore         | Squadra           |
| --- |  |  | ----------------- | ----------------- |
| 16  |  |  | Cristino Jara     | Real Potosí       |
| 15  |  |  | Pablo Zeballos    | Oriente Petrolero |
| 13  |  |  | Edú Monteiro      | Real Potosí       |
| 9   |  |  | Daniel Juárez     | Wilstermann       |
| 6   |  |  | Gabriel Viglianti | Bolívar           |
| 6   |  |  | Dimas             | Blooming          |
| 6   |  |  | Miguel Cuéllar    | Bolívar           |
| 6   |  |  | Elvis Marecos     | Bolívar           |
| 6   |  |  | Martín Menacho    | Bolívar           |
| 6   |  |  | Horacio Chiorazzo | Wilstermann       |